# Vale do Sol
Vale do Sol est une municipalité brésilienne située dans l'État du Rio Grande do Sul.